# Alone in the Dark
Alone in the Dark és una pel·lícula estatunidenca de terror i slasher del 1982 coescrita i dirigida per Jack Sholder i protagonitzada per Jack Palance, Donald Pleasence i Martin Landau. Va ser la primera pel·lícula del director i una primera producció de New Line Cinema. L'eslògan de la pel·lícula és: "Ells estan fora buscant sang... No deixis que et trobin!".

## Argument
El psiquiatre Dan Potter és nomenat psiquiatre de l'hospital psiquiàtric experimental de Leo Bain, conegut com a Haven, a Nova Jersey. El seu predecessor, el Dr. Merton, ha pres un nou càrrec a Filadèlfia. Dan, la seva dona Nell i la seva filla Lyla es traslladen a una casa rural de la zona. A Haven, el Dr. Bain utilitzava mètodes de seguretat indulgents, excepte amb els pacients del tercer pis, als quals manté continguts amb una porta elèctrica de seguretat. Entre ells hi ha l'antic presoner de guerra Frank Hawkes, l'evangelista piròman Byron "Preacher" Sutcliff, l'abusador de nens obès Ronald Elster i un tímid assassí en sèrie John "the Bleeder" Skagg, que es nega a mostrar la cara. Enfadat pr la marxa de Merton, els pacients del tercer pis culpen irracionalment en Dan, creient que ha assassinat Merton i ocupat el seu lloc. Els quatre homes fan plans per matar Dan i recuperar la seva direcció de l'oficina del Dr. Bain.
La germana petita del Dan, Toni, que recentment ha patit una crisi nerviosa, arriba a visitar-la. Dan, Nell i Toni van a un club de rock local, mentre que la Lyla es queda amb la mainadera Bunky. Es produeix un tall d'electricitat regional. El sistema de seguretat de Haven falla, i els quatre homes del tercer pis s'escapen, matant el guàrdia de seguretat Ray en el procés, abans de matar un altre metge i robar-li el cotxe. Passen a un centre comercial local que està sent saquejat durant l'apagada i s'armen amb armes d'una botiga d'articles esportius. Deixen enrere a Skagg després que mati un espectador innocent.
L'endemà al matí, Preacher arriba a la residència Potter, fent veure que està lliurant un telegrama, però Dan no és a casa. Mentre la Lyla és a l'escola, Nell acompanya en Toni a una protesta nuclear, on les dones són arrestades. La Lyla arriba a casa de l'escola i es troba en Ronald a la casa, dient que és una mainadera. Després que Nell telefona a Dan des de la presó per explicar-li què ha passat, Dan truca a Bunky, que va a veure com està Lyla. Troba la Lyla adormida a la seva habitació i hi convida el seu xicot Billy a tenir sexe. Preacher mata en Billy arrossegant-lo sota el llit i apunyalant-lo, mentre que Ronald escanya en Bunky. Lyla després es desperta il·lesa, però Ronald ha desaparegut. Dan arriba a casa amb Nell, Toni i Tom, un company de manifestació que Nell i Toni van posar a la presó, i per qui Toni se sent atret. Troben la policia a la casa i el detectiu Barnett entrevista a Lyla sobre els desapareguts Bunky i Billy. La Lyla explica que un home anomenat Ronald la va cuidar; Dan el reconeix com un dels pacients de Haven.
Dan i Nell conviden el detectiu Barnett a quedar-se a sopar. Mentre investiga un soroll a l'exterior, Barnett és assassinat amb una ballesta per Frank, que és presenciat per tota la família. En trobar les línies telefòniques tallades, la família s'atrinxera a la casa. Mentrestant, el Dr. Bain arriba després d'intentar sense èxit contactar amb Dan per telèfon, però el Predicador el mata amb una destral. Dan intenta enraonar amb els homes, assegurant-los que no ha matat el Dr. Merton. Ronald llença el cos d'en Barnett per una finestra, i Preacher aconsegueix infiltrar-se al soterrani, on comença un foc. Dan colpeja en Predicador amb un recipient d'extintor abans d'apagar el foc, tancant la porta del soterrani darrere d'ell.
Ronald entra a la cuina i intenta matar la família, però treballen junts per desarmar-lo, abans que Tom el mati amb un tallant. Dan fuig fora per recuperar el cotxe de Leo. Mentre ho fa, el nas d'en Tom comença a sagnar profusament, revelant la seva identitat com a Skagg, el quart pacient. Skagg intenta matar en Toni, però Nell el mata a punyalades. En escoltar els crits, Dan fuig de tornada a la casa. Moments després, Preacher surt del soterrani, però Dan el mata a punyalades. Frank apareix amb la seva ballesta, proclamant: "No som només nosaltres els bojos els que matem". Dan suplica a Frank que perdoni la seva família. De sobte, l'electricitat es restableix, i Frank és testimoni com el Dr. Merton està sent entrevistat en una estació de notícies local sobre els pacients desapareguts. Histèric, Frank trenca la televisió i fuig a la nit.
Poc temps després, Frank arriba al club de rock local. Una dona borratxa se li acosta. Treu una pistola, apuntant-la al coll. Suposant que està fent una broma, la dona riu, i en Frank també.

## Repartiment
- Jack Palance com a Frank Hawkes
- Donald Pleasence com el Dr. Leo Bain
- Martin Landau com Byron "Predicador" Sutcliff
- Dwight Schultz com el Dr. Dan Potter
- Erland Van Lidth com a Ronald "Fatty" Elster
- Deborah Hedwall com Nell Potter
- Lee Taylor-Allan com a Toni Potter
- Phillip Clark com a Tom Smith / John "Bleeder" Skaggs
- Elizabeth Ward com a Lyla Potter
- Carol Levy com a Bunky
- Keith Reddin com a Billy
- Gordon Watkins com el detectiu Burnett
- Brent Jennings com a Ray Curtis
- Frederick Coffin com a Jim Gable
- Annie Korzen com a Marissa Hall
- Lin Shaye com a recepcionista a Haven

## Producció
Alone in the Dark va ser la primera pel·lícula produïda per New Line Cinema, que abans havia estat exclusivament una companyia de distribució de pel·lícules. Segons el director Jack Sholder, havia escoltat el fundador de New Line Robert Shaye reflexionar sobre la idea d'entrar en la producció de pel·lícules de terror de baix pressupost i va plantejar la idea d'"un grup de nois criminalment bojos". escapant d'un hospital psiquiàtric durant un apagament a Nova York i creant caos i després capturats per la màfia", citant un apagada de la ciutat de Nova York que havia experimentat diversos anys abans com a inspiració. El guió es va considerar massa car de produir, per la qual cosa es va tornar a escriure com un thriller d'invasió domèstica (sense l'angle "màfia"). Mentre New Line va recaptar diners per a la pel·lícula, Sholder va treballar com a editor del slasher de 1981 The Burning, que li atribueix haver-lo ajudat a aprendre sobre "com crear ensurts i com generar suspens i tensió".
Sholder ha dit que el personatge del Dr. Leo Bain es basa en el psiquiatre escocès R. D. Laing, que va adoptar una filosofia semblant pel que fa al tractament dels malalts mentals.

## Estrena
Alone in the Dark es va estrenar als Estats Units el 19 de novembre de 1982. Fou projectada al XVI Festival Internacional de Cinema Fantàstic de Sitges l'octubre de 1983, on Elizabeth Ward va rebre un premi a la millor actriu pel seu treball a la pel·lícula.

## Recepció
Al lloc web de l'agregador de ressenyes Rotten Tomatoes, Alone in the Dark té una puntuació d'aprovació del 69% basada en 13 crítiques, amb una puntuació mitjana de 6,3 /10.
Brett Gallman de Oh, the Horror va donar una crítica positiva a la pel·lícula, elogiant la pel·lícula per la seva atmosfera tensa, l'humor fosc i l'actuació de Pleasence. Felix Vasquez de Cinema Crazed va oferir elogis similars, elogiant el seu estil únic, la construcció gradual de tensió, les actuacions i el final de gir. Vásquez va concloure la seva ressenya escrivint: "Sholder aconsegueix crear la sensació d'aïllament i por en el clímax i, per descomptat, el gir de la trama amb els nostres personatges s'ha telegrafiat completament minuts abans, però encara és una revelació fantàstica". Dennis Schwartz d' Ozus' World Movie Reviews va puntuar la pel·lícula com a Grau B: "Tot i que l'argument és boig i el seu missatge és boig, el thriller de maníacs-on-the-loose és esgarrifós". TV Guide va atorgar a la pel·lícula un negatiu de 2/5 estrelles, anomenant-la "un tall per sobre l'entrada mitjana dels maníacs solts".

## Mitjans domèstics
Alone in the Dark va ser llançat en DVD per Image Entertainment el 13 de setembre de 2005. Image tornaria a estrenar més tard la pel·lícula el 5 de juny de 2007, com a part d'un paquet de quatre pel·lícules en dos discs. Va ser llançat per primera vegada a Blu-ray per Shout! Fàbrica el 14 de setembre de 2021.